# Hypoestes rodriguesiana
Hypoestes rodriguesiana är en akantusväxtart som beskrevs av Isaac Bayley Balfour. Hypoestes rodriguesiana ingår i släktet Hypoestes och familjen akantusväxter. Inga underarter finns listade i Catalogue of Life.